# 十二辰
十二辰（じゅうにしん）とは、古代中国天文学における天球分割法の一つで、天球を天の赤道帯にそって東から西に十二等分したもの。各辰の名称には十二支が当てられ、子（し）・丑（ちゅう）・寅（いん）・卯（ぼう）・辰（しん）・巳（し）・午（ご）・未（び）・申（しん）・酉（ゆう）・戌（じゅつ）・亥（がい）であった。戦国期以降に行われ、太陽・月・惑星の位置や運行を説明するための座標系として使用された。
その他の天球分割法である十二次と全く領域を同じくし、並べられる方向が異なるのみである。その東から西へという配置は日周運動の方向であり、地上の方位である十二支の方向性と一致する。

## 太歳紀年法
木星は約12年で天球を1周するので、1年に1辰ずつ動くことになり、木星の十二辰の位置で年の記録が可能である。しかし、十二辰の方向とは逆回りであるため、木星が回る円軌道に直径を引き、その直径を境に木星と対称の位置に存在する太歳と呼ばれる仮想の惑星を想定し、十二辰における太歳の位置で年を記録するようになった。これは太歳紀年法と呼ばれており、「太歳在子（太歳が子にある年）」のように記述された。その後、十二辰のまえに十干も使われるようになり、年が干支により記述されるようになった（ただし、この時点での干支はまだ太歳の位置を表すものであった）。ところで木星の公転周期は正確には11.862年である。このため、約86年たつと、太歳の位置は1辰ずれることになる。これを「超辰」と呼んでおり、超辰によるずれを調整するために、改暦のたびに補正された。太初の改暦では太初元年（紀元前104年）を丙子から丁丑に改めたが、後の三統暦では遡って太初元年を丙子に戻し、太始2年（紀元前95年）を乙酉から丙戌に変更した。しかし、その後、後漢においては超辰を補正すべき年を補正しなかったため、以後、太歳の位置とは関係なしに機械的に干支を進めて60年1周を繰り返していく干支紀年法が使われるようになり、現在まで継続している。よっていつから干支紀年法が使われたと断定することができないのであるが、見かけ上、太初暦の太歳紀年に基づけば太初元年から、三統暦の太歳紀年に基づけば太始2年からの干支が現在まで連続しているのである。